# Jim Hrycuik
James Peter „Jim“ Hrycuik (* 7. Oktober 1949 in Rosthern, Saskatchewan) ist ein ehemaliger kanadischer Eishockeyspieler, der im Verlauf seiner aktiven Karriere zwischen 1972 und 1976 unter anderem 21 Spiele für die Washington Capitals in der National Hockey League (NHL) auf der Position des Centers bestritten hat. Hrycuik ist verantwortlich für das erste Tor in der Franchise-Geschichte der Washington Capitals. Darüber hinaus absolvierte er weitere 229 Partien in der American Hockey League (AHL) und International Hockey League (IHL), wo er in Diensten der Hershey Bears im Jahr 1974 den Calder Cup der AHL gewann.

## Karriere
Hrycuik spielte während seiner Juniorenzeit zwischen 1970 und 1972 in den unterklassigen Juniorenligen seiner Heimatprovinz Saskatchewan, darunter auch die Saskatchewan Junior Hockey League (SJHL). Im September 1972 erhielt der 22-Jährige ein Angebot der Hershey Bears aus der American Hockey League (AHL), bei denen er zum Beginn der Saison 1972/73 seine Profikarriere startete. Auf Leihbasis kam der Mittelstürmer im Saisonverlauf auf Leihbasis auch bei den Fort Wayne Komets in der International Hockey League (IHL) zu Einsätzen. Die folgende Spielzeit verbrachte Hrycuik ausschließlich in Hershey, wo er mit insgesamt 89 Scorerpunkten in 88 Einsätzen maßgeblichen Anteil am Gewinn des Calder Cups hatte.
Durch seine fast 30 Tore im Saisonverlauf waren die neu gegründeten Washington Capitals aus der National Hockey League (NHL) auf den jungen Kanadier aufmerksam geworden und sicherten sich im Intra-League Draft im Juni 1974 seine Dienste. Bei den Hauptstädtern zeichnete Hrycuik zum Beginn der Saison 1974/75 für das erste Tor in der Franchise-Geschichte der Washington Capitals verantwortlich. Insgesamt traf er in 21 Spielen fünfmal für Washington. Nachdem er in der Spielzeit 1975/76 ausschließlich für den AHL-Kooperationspartner Richmond Robins zu Einsatzminuten gekommen war, beendete der fast 27-Jährige im Sommer 1976 seine aktive Karriere vorzeitig.

## Erfolge und Auszeichnungen
- 1974 Calder-Cup-Gewinn mit den Hershey Bears

## Karrierestatistik
(Legende zur Spielerstatistik: Sp oder GP = absolvierte Spiele; T oder G = erzielte Tore; V oder A = erzielte Assists; Pkt oder Pts = erzielte Scorerpunkte; SM oder PIM = erhaltene Strafminuten; +/− = Plus/Minus-Bilanz; PP = erzielte Überzahltore; SH = erzielte Unterzahltore; GW = erzielte Siegtore; 1 Play-downs/Relegation; Kursiv: Statistik nicht vollständig)